# José Joaquín de Silva-Bazán
José Joaquín de Silva-Bazán y Sarmiento (Madrid, 3 de diciembre de 1734-Madrid, 2 de febrero de 1802), IX marqués de Santa Cruz y grande de España, caballero de la Orden del Toisón de Oro, fue un aristócrata español que sirvió en la Real Casa.

## Vida y familia
Fue también VIII marqués de Villasor, X  del Viso, VI de Arcicóllar, VII y último marqués de Bayona y de Montesanto, barón de Sant Boi y señor de Valdepeñas, dos veces grande de España, y gentilhombre de cámara del rey con ejercicio y servidumbre.
Sus padres fueron Pedro de Silva-Bazán y Alagón, VIII marqués de Santa Cruz, mayordomo del infante  Felipe de Borbón-Parma, y María Cayetana Sarmiento y Dávila, su mujer, VI  condesa de Pie de Concha y V marquesa de Arcicóllar, hija de los condes de Salvatierra. Tuvo por hermano al académico Pedro de Silva y Sarmiento de Alagón y por hermana menor a Mariana de Silva-Bazán y Sarmiento, duquesa de Huéscar y madre de la famosa duquesa Cayetana de Alba. Contaba sólo diez años de edad cuando murió su padre, a quien sucedió en la casa, y quedó al cuidado de su madre.
El 2 de febrero de 1755 contrajo matrimonio con María de la Soledad Fernández de la Cueva y Silva, VI marquesa de Cadreita, hija de Francisco Fernández de la Cueva y de la Cerda, XI duque de Alburquerque, que había sido caballerizo mayor del rey Fernando VI hasta su jubilación seis años antes, y de Agustina Ramona de Silva y Gutiérrez de los Ríos, su mujer, hija del X duque del Infantado, Juan de Dios Silva y Mendoza. Este matrimonio fue breve pues Soledad falleció siete años después, a los veintisiete años de edad, dejándole viudo y padre de un hijo de seis años: Francisco de Asís, que fue XI marqués del Viso y murió mozo en 1779.
Parece que el fallecimiento de su primogénito le indujo, tras una larga viudez, a contraer un nuevo matrimonio. En Viena conoció a la que sería su segunda esposa desde 1781, Mariana Waldstein, nacida en dicha corte en mayo de 1763, e hija de Emmanuel Philibert, conde de Waldstein-Dux, y de la princesa María Anna Theresia de Liechtenstein. Mariana fue la primera de las marquesas de Santa Cruz retratada por Goya (la otra fue su nuera, Joaquina Téllez-Girón).
Tres años después, ya de nuevo en Madrid, el rey Carlos III le nombró su mayordomo mayor, lo que le convertía en jefe superior de palacio.  
En 1788, el nuevo monarca Carlos IV le confirmó en su puesto y le nombró ayo de sus tres hijos mayores, entre ellos el príncipe de Asturias. 
Hombre de elevada cultura y amante de las bellas artes (fue consiliario de la Real Academia de Bellas Artes de San Fernando y honorario de la de San Carlos de Valencia), fue durante treinta años mecenas y amigo del ilustrado escritor canario José de Viera y Clavijo, preceptor de sus hijos y a quien llevó en sus viajes por La Mancha y Europa. Viera escribió al respecto unos Apuntes del Diario e itinerario de mi viage a Francia y Flandes, que constituyen un minucioso relato día por día desde que salieron de Madrid el 24 de junio de 1777- Tras visitar detenidamente París, llegaron a Bruselas, desde donde retornaron a la capital de España, para asistir a los cursos y conferencias impartidos por los más relevantes científicos del momento, sobre muy diversas materias. Allí conocieron al inventor norteamericano Benjamin Franklin y también a enciclopedistas franceses como Voltaire o D’Alembert, coincidiendo con la muerte de Jean-Jacques Rousseau. Impresionados por los experimentos científicos que habían presenciado, adquirieron máquinas para reproducirlos en España y numerosos libros y volvieron con ellos a España. Creó en Valdepeñas, de la que era señor, una fábrica industrial de jabones y una escuela para hombres y otra para mujeres. 
Fue elegido VII.º director de la Real Academia Española en 1776, al fallecimiento del duque de Alba. Durante su mandato se publicaron las primeras ediciones (1780, 1783 y 1791) del Diccionario de la lengua castellana en un solo tomo «para su más fácil uso». También apareció la edición académica e ilustrada del Quijote (1780), conocido como el Quijote de Ibarra, en referencia a su ilustre impresor, Joaquín Ibarra. En 1794 patrocinó el traslado de la Docta Casa a su actual sede de la calle Felipe IV, construida por el arquitecto Miguel Aguado en terrenos del antiguo Palacio del Buen Retiro cedidos por la Casa Real.